# جبل بوكحيل
هو جبل يبعد عن مدينة بوسعادة بـ66 كم ويبعد عن مدينة مسعد ولاية الجلفة ب 20 كم جرت بهذا الجبل معارك مع الاحتلال الفرنسي.
هو جبل من سلسلة جبال أولاد نائل تبعد عن مدينة بوسعادة ب55 كم تحده من الجنوب الغربي جبل الأزرق و جبال القعدة بالأغواط ومن الشمال الشرقي جبال الزعفران (منطقة الزعفرانية) وصولا إلى جبال الأوراس يتميز جبل بوكحيل بالمسالك الوعرة وَالمغاراة المختبئة حيث شهد معارك كبيرة إبان ثورة التحرير الجزائرية من أهمها معركة عين الكرمة ومعركة جبل ثامر.

## رمزية تاريخية
كان ملجأ للمجاهدين أيام الثورة التحريرية فهو يحتوي على مغارات وكهوف مذهلة البناء.

## المعارك
- 05 و 06 ماي 1956: معركة قزران بجبل بوكحيل بقيادة لخضر الرويني ومحمد بن الهادي،
- 02 جويلية 1957: معركة دلاج بجبل تفارة الواقع ضمن سلسلة جبل بوكحيل والموقع هضبة جرداء، وتقع منطقة دلاج بين قمتي جبلين متوسطي الإرتفاع إلى الشمال بـ 15 كلم من بلدية عين الإبل ولاية الجلفة.
- 10 أوت 1959: معركة منطقة مراح العجرم ببوكحيل بقيادة الملازم مخلوف بن قسيم،ة
- 03 أكتوبر 1960: معركة العلق بمسعد قرب قمرة جبل بوكحيل،
- 17 و18 سبتمبر 1961: معركة الكرمة والجريبيع (معركة جبل بوكحيل) بقيادة العقيد محمد شعباني قائد الولاية السادسة نشبت أولا بالمكان المسمى «الكرمة» بجبل بوكحيل